# Dilochrosis ebenina
Dilochrosis ebenina är en skalbaggsart som beskrevs av Butler 1865. Dilochrosis ebenina ingår i släktet Dilochrosis och familjen Cetoniidae. Inga underarter finns listade i Catalogue of Life.